# Piz Gloria

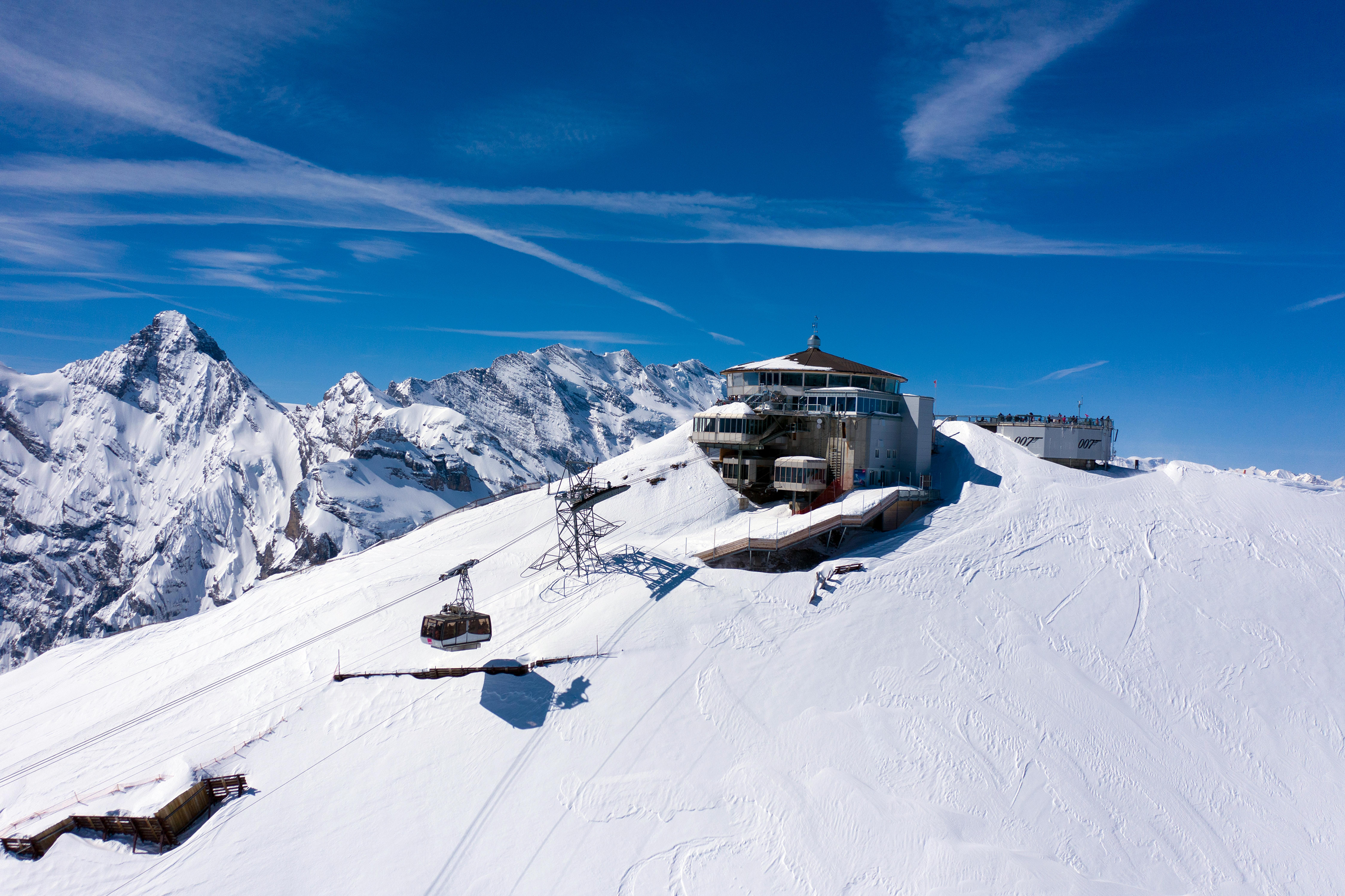
Das Drehrestaurant Piz Gloria auf dem Schilthorn in der Schweiz. Im Hintergrund: Gspaltenhorn & Blümlisalp

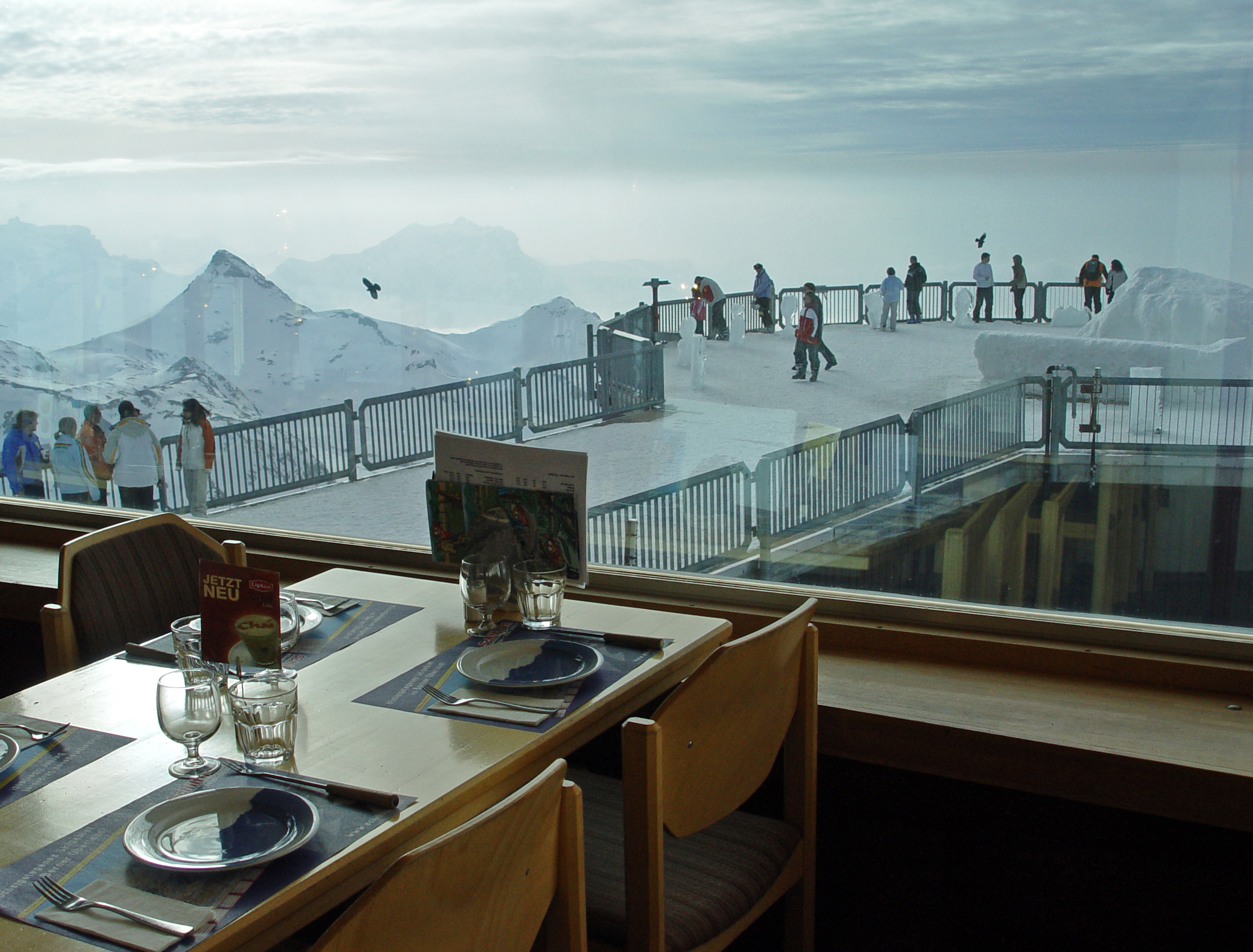
Ausblick vom Restaurant Piz Gloria auf die Terrasse

Piz Gloria ist das Panoramarestaurant auf dem 2.970 m hohen Schilthorn bei Mürren im Berner Oberland (Schweiz). Die Seilbahnstation und das Drehgebäude Piz Gloria wurden vom Berner Architekten Konrad Wolf von 1963 bis 1968 erbaut. 
Vier Seilbahn-Verbindungen in Reihe waren notwendig, um vom Tal zum Panoramarestaurant zu gelangen. Aufgrund der schwierigen Bedingungen in hochalpiner Lage mussten wesentliche Bauteile weitgehend vorfabriziert werden. Die Aussenhaut des rundum verglasten Obergeschosses besteht aus aluminiumverkleideten Holzplatten, das Zeltdach war ursprünglich ebenfalls Aluminium blank und ist heute beschichtetes Aluminium. Mittels eines Drehmechanismus werden allen Gästen gleichwertige Aussichtsplätze geboten: Um einen Kern von 7,5 Metern Durchmesser drehen sich zwei getrennt schaltbare Kreisringe von je 2,5 Metern Breite.
Das von Sonnenenergie angetriebene Drehrestaurant dreht sich in etwa 48 Minuten um die eigene Achse.
- Äusserer Ring: 216 Sitzplätze (36 Tische à 6 Plätze)
- Innerer Ring: 192 Sitzplätze (24 Tische à 8 Plätze, erhöht; Drehung wird ggf. abgeschaltet, sofern nur Tische des äusseren Rings besetzt sind)

Das Panoramarestaurant auf dem Schilthorngipfel gilt als Pionierleistung im Bereich der Tourismusbauten. Das für damalige Verhältnisse futuristische Bauwerk zeugt in eindrucksvoller Weise vom Zeitgeist der 1960er-Jahre. Das Bergrestaurant wurde um 1990 zum Teil umgebaut und vergrössert, behielt aber seinen ursprünglichen Charakter.
Der Name des Restaurants geht auf einen fiktiven Berggipfel aus dem James-Bond-Roman Im Geheimdienst Ihrer Majestät zurück, der dort als zentraler Schauplatz dient. Der Gipfel befindet sich angeblich im Oberengadin, nicht weit von Pontresina, auf ca. 3000 m ü. M. (Darum der Name «Piz», rätoromanisch für Gipfel.) Das Piz Gloria war Drehort einiger Schlüsselszenen des James-Bond-Films Im Geheimdienst Ihrer Majestät, der Drehort wurde vom deutschen Produktionsleiter Hubert Fröhlich ausgewählt.